# Mioochodaeus proaevus
Mioochodaeus proaevus là một loài bọ cánh cứng trong họ Ochodaeidae. Loài này được Germar miêu tả khoa học đầu tiên năm 1849.